# Doktryna Gierasimowa
Doktryna Gierasimowa (ros. Доктрина Герасимова, ang. Gerasimov Doctrine, znana również jako teoria chaosu) – termin militarny, opisujący zbiór nowoczesnych sposobów prowadzenia działań operacji wojskowych nowej generacji, mających na celu osiągnięcie zwycięstwa na współczesnym polu bitwy, zdefiniowany i skonstruowany przez Walerija Wasiljewicza Gierasimowa w 2013 roku, w trakcie pełnienia funkcji przewodniczącego Sztabu Generalnego Sił Zbrojnych Federacji Rosyjskiej. 

## Wykład i publikacja

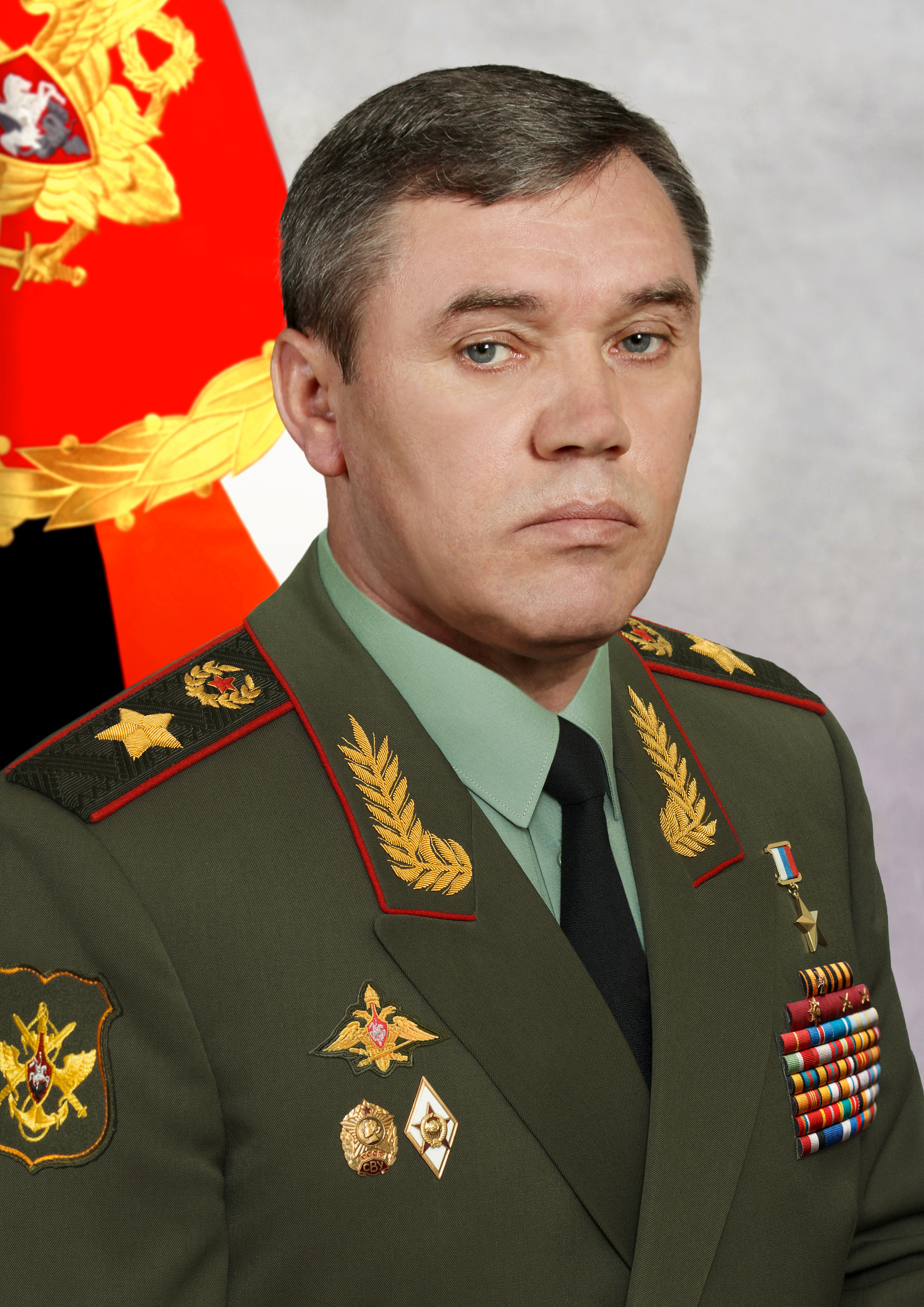
Walerij Gierasimow w 2017 r.

9 listopada 2012 r. Gierasimow został mianowany przez Putina szefem Sztabu Generalnego Sił Zbrojnych Federacji Rosyjskiej. 25 stycznia 2013 r. zaproszono go jako prelegenta na konferencję Akademii Nauk Wojskowych w Moskwie, podczas której wygłosił wykład o wojnach przyszłości i zreferował koncepcję wojny nowej generacji.
Kluczowe tezy z wykładu Gierasimow zawarł w artykule „Wartość nauki [tkwi] w przewidywaniu. Nowe wyzwania wymagają ponownego przemyślenia form i metod prowadzenia wojny” (ros. „Ценность науки в предвидении. Новые вызовы требуют переосмыслить формы и способы ведения боевых действий”). Tekst został opublikowany 27 lutego 2013 r. w gazecie „Kurier Wojskowo-Przemysłowy” (ros. „Военно-промышленный курьер”), następnie w serwisie internetowym gazety (vpk-news.ru).

## Streszczenie artykułu
Główne tezy Gierasimowa:
- Wydarzenia Arabskiej wiosny pokazują, że prawidłowo funkcjonujące państwo może w krótkim czasie, nawet kilku dni, pogrążyć się w chaosie, stać areną walki, obcej interwencji, wojny domowej i katastrofy humanitarnej.
- Wojna nowej generacji różni się od tradycyjnych konfliktów zbrojnych.
- Metody pozamilitarne (ekonomiczne, polityczne, informacyjne) mogą być równie dobre, a być może nawet skuteczniejsze od tradycyjnego ataku. Można wykorzystać również potencjał protestującej ludności, walkę informacyjną, działania służb specjalnych, a sił wojskowych używać pod pozorem utrzymania pokoju i opanowania kryzysu w zdestabilizowanym regionie.
- Przewagę przeciwnika można zniwelować dzięki wewnętrznej opozycji, sterowanej przez służby specjalne, która utworzy przyjazny front na terenie wrogiego państwa.
- Jedną z form wykorzystania sił zbrojnych za granicą może być operacja pozornie pokojowa, a faktycznie militarna (prowadzona jako: humanitarna, ratunkowa, kordon sanitarny, ewakuacja itp.).

Gierasimow przywołał radzieckiego stratega Aleksandra Swieczina, który stał na stanowisku, że każda wojna wymaga indywidualnej analizy oraz osobnej metodologii i zgodził się z jego opinią. Ponadto przytoczył książkę „Nowe formy walki” (ros. „Новые формы борьбы”) autorstwa radzieckiego teoretyka wojskowości, naczelnika sztabu 7 Armii i wykładowcę Akademii Wojennej Sztabu Generalnego pułkownika Gieorgija Samojłowicza Issiersona (ros. Георгий Самойлович Иссерсон), która została wydana w 1940 roku. Gierasimow chwalił autora za spostrzeżenia dotyczące nowego sposobu prowadzenia wojen bez ich wypowiedzenia, które nie spotkały się z aprobatą ówczesnych dowódców. Nazwał Issiersona „prorokiem”, niezrozumianym w swojej ojczyźnie.

## Koncepcja wojny nowej generacji
Podstawowa różnica między tradycyjną wojną i wojną nowej generacji, opisaną przez Gierasimowa, polega na uwzględnieniu ważnej roli, jaką w konflikcie zajmują działania takie jak: dezinformacja, chaos, destabilizacja regionu. Określił je mianem strategii działań pośrednich (ros. стратегия непрямых действий) i użyciem środków pozamilitarnych, dosłownie „niewojskowych” (ros. невоенные средства).
Pozostałe różnice to:
| Tradycyjna wojna                                                                                     | Wojna nowej generacji |
| --- | --- |
| Agresję militarną rozpoczyna się po wypowiedzeniu wojny.                                             | Agresję rozpoczyna się w czasie pokoju. |
| Bezspornie wiadomo, który kraj wypowiedział wojnę, zaatakował oraz kto i dlaczego został napadnięty. | Wojny w ogóle się nie wypowiada. Nie wiadomo kto zaatakował. W działaniach udział biorą grupy paramilitarne o nieokreślonej lub sprzecznej przynależności państwowej i równie niejasnych celach.                               |
| Najpierw atakuje się granice kraju, a wojska stopniowo zajmują terytorium wroga.                     | Atakuje się precyzyjnie strategiczną infrastrukturę wojskową i cywilną na całym terytorium wroga, a pierwszy atak może wystąpić w dowolnym miejscu.                                                                            |
| Działania wojenne prowadzą żołnierze, których można jednoznacznie przypisać do konkretnej armii.     | Działania prowadzą siły specjalne, mieszane grupy złożone z wojskowych i cywilów, grupy paramilitarne, nieokreślone oddziały podlegające nieznanemu dowództwu oraz nowoczesny sprzęt bezzałogowy, który nie wymaga siły żywej. |
| Ataki następują falami (etapami).                                                                    | Atakuje się jednocześnie wojska i obiekty przeciwnika na całym jego terytorium. |
| Działania toczą się na lądzie, morzu i w powietrzu.                                                  | Działania wojenne toczą się również w sferze informacyjnej. |
| Wojskiem dowodzi się w sposób scentralizowany.                                                       | Wojskiem dowodzi się w sposób zdecentralizowany, a centralne, skoordynowane dowództwo obejmuje kontrolę nad sferą informacyjną.                                                                                                |
| Wojsko oficjalnie ogłasza wkroczenie na teren obcego kraju w celu prowadzenia wojny.                 | Wojsko może ogłosić dowolny cel, w tym udzielanie pomocy humanitarnej lub prowadzenie akcji ratunkowej. |
| Istnieje wyraźna różnica między czasem wojny i pokoju.                                               | Sprawa nie jest jednoznaczna. |

## Zastosowanie
Za przykłady zastosowania taktyki wojny nowej generacji podawane są: aneksja Krymu przez Rosję oraz rozpętanie wojny w Donbasie. Metody użyte podczas aneksji Krymu, takie jak: bliżej niesprecyzowane oddziały, ogólny chaos, dezinformacja i żołnierze wroga, których nie sposób było zidentyfikować (tak zwane zielone ludziki), pasują do opisanych przez Gierasimowa. Jednak żadna z nich nie była przełomowa w sztuce wojennej.
W publikacjach rosyjskojęzycznych można znaleźć przywoływanie doktryny Gierasimowa w kontekście: postępowania Rosji wobec niektórych byłych republik Związku Radzieckiego, aneksji Krymu i wojny w Donbasie, przy zaznaczeniu, że metoda nie zadziałała podczas inwazji Rosji na Ukrainę w 2022 r.

## Kwestia autorstwa

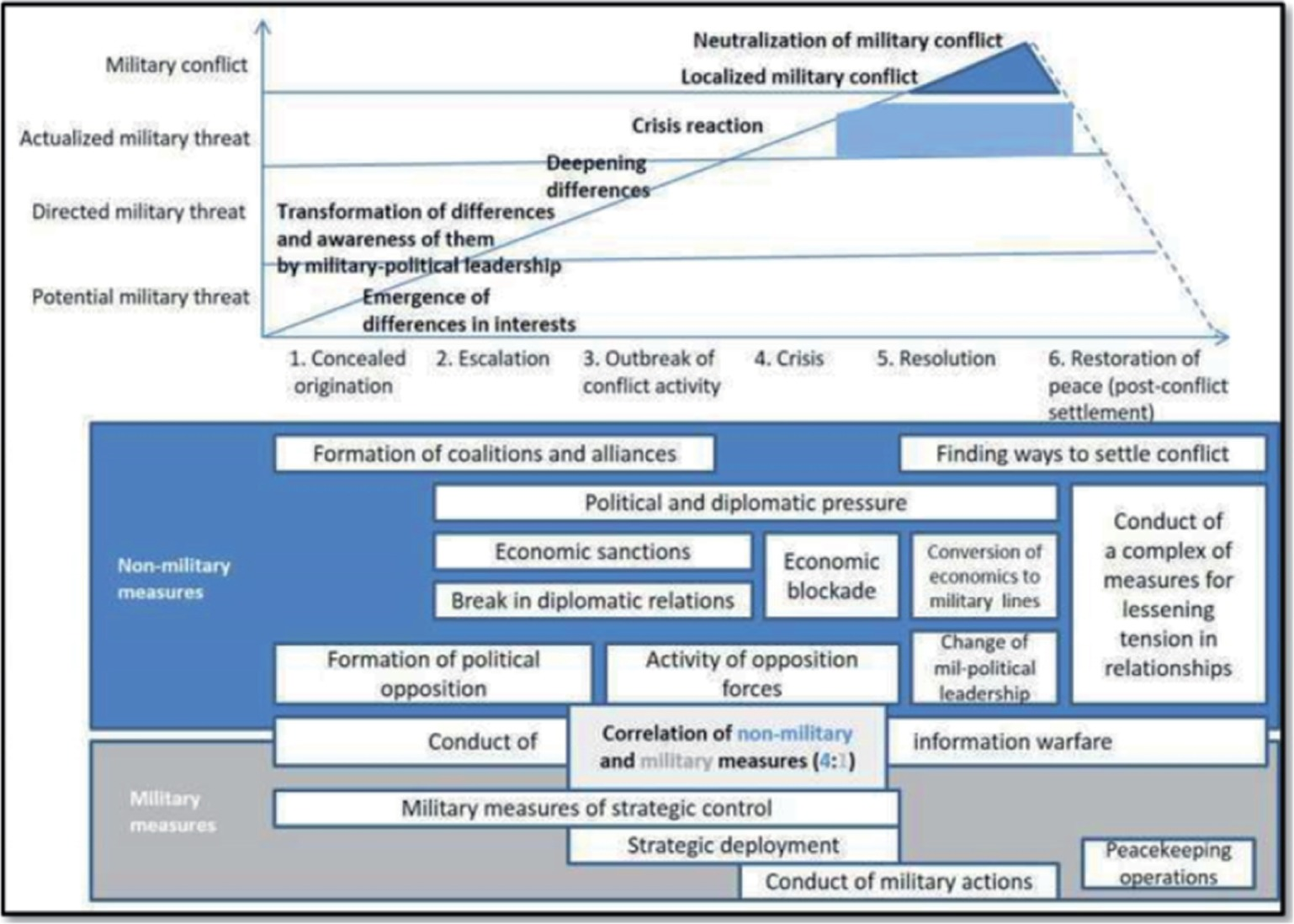
Schemat pochodzący z artykułu Gierasimowa, przetłumaczony na angielski, prezentujący działanie środków pozamilitarnych.

Nazwa doktryny sugeruje, że Gierasimow jest autorem i pomysłodawcą wszystkich rozwiązań. Faktycznie wymienione przez niego pozamilitarne sposoby wspierania lub wywoływania wojen są znane i stosowane od czasów starożytnych. Gierasimow podczas wykładu w Akademii Nauk Wojskowych powołał się na Sztukę wojenną Sun Zi, spisaną w VI wieku p.n.e. i zawartą w niej koncepcję wygrywania wojny bez działań bojowych. Z kolei w artykule przywołał książkę Issiersona z 1940 r. w kontekście prowadzenia wojny bez jej wypowiedzenia, co również nie było nowym zjawiskiem z perspektywy Issiersona, gdyż w taki sposób III Rzesza Niemiecka oraz  Związek Radziecki zaatakował Polskę rok przed wydaniem jego publikacji.
W XX wieku rosyjscy wojskowi opisali koncepcję „małej wojny” (badania nad nią prowadził Boris Smysłowski) oraz „wojny buntowniczej” (opisaną przez Jewgienija Messnera). Analizowano również zagadnienie „asymetrycznych odpowiedzi” wojennych. Powyższe koncepcje zawierają wiele elementów wspólnych z wojną nowej generacji opisaną przez Gierasimowa, np.: brak formalnego wypowiedzenia wojny, chaos w formacjach zbrojnych, niemożność przypisania formacji do konkretnego państwa, chaos na linii frontu lub jej zupełny brak, działania militarne prowadzone wewnątrz państwa lub z dala od granic, zatarcie różnic między okresem wojny i pokoju.
W maju 2013 r., jeszcze przed opublikowaniem artykułu Gierasimowa, podobną wizję przedstawił Igor Girkin, który stał na stanowisku, że: „Podstawą sukcesu w wojnach nowego typu są prewencyjne operacje specjalne, a nie operacje wojskowe na dużą skalę”.
Płk Mirosław Banasik zakładał, że Gierasimow nie jest autorem koncepcji, ponieważ przedstawił ją po zaledwie trzech miesiącach pełnienia stanowiska i nie zajmował się wcześniej analizą taktyki wojennej, zaś faktycznym pomysłodawcą mógł być Nikołaj Makarow, poprzedni szef Sztabu Generalnego. Michael Kofman (Wilson Center, dyrektor Studiów Rosyjskich w NCA) stał na stanowisku, że Gierasimow specjalizuje się w wojnie pancernej, a opracowanie taktyki wojskowej wymaga skoordynowanej pracy sztabu ludzi. Dlatego zakładał, że Gierasimow zreferował dyskutowane w kręgach wojskowych, powszechnie znane założenia, przywołując myśli różnych analityków i autorów, przy czym część postulatów ma charakter tak ogólny, że można je zastosować praktycznie do każdego konfliktu.

## Nazwa koncepcji
Sam Gierasimow nie określił swoich przemyśleń mianem „doktryny”. Ten termin (ang. Gerasimov Doctrine) pojawił się w zachodnich publikacjach i upowszechnił, kiedy powiązano koncepcję z wojną hybrydową. Z uwagi na kluczową rolę dezorganizacji i destabilizacji używano również określenia „teoria chaosu”.
Określenia „doktryna Gierasimowa” jako pierwszy użył Mark Galeotti 6 czerwca 2014 r. na swoim blogu „In Moscow’s Shadows”. W 2018 r. Galeotti przeprosił za to na łamach „Foreign Policy” w artykule pod tytułem: „Przepraszam za stworzenie Doktryny Gierasimowa”. Wyjaśnił, że przetłumaczony na angielski tekst Gierasimowa otrzymał od Roberta Coalsona, dziennikarza Radia Wolna Europa i opublikował na swoim blogu z komentarzami. Wpis celowo opatrzył chwytliwym tytułem, przy czym wiedział, że koncepcja nie stanowi sensu stricto doktryny, zaś Gierasimow nie jest autorem zawartych w niej pomysłów. Po aneksji Krymu sformułowanie stało się popularne i wprowadzało w błąd, co Galeotti chciał sprostować. W kolejnym artykule z 2018 r. Galeotti zanegował zarówno autorstwo Gierasimowa, jak i nazywanie koncepcji „doktryną”.

## Interpretacje
Z faktu opublikowania artykułu w ogólnodostępnej gazecie należy wnioskować, że Gierasimow nie referował informacji niejawnych lub strategicznie ważnych planów rosyjskich sił zbrojnych. W 2015 r. Michał Wojnowski wyjaśniał, że koncepcja przedstawiona przez Gierasimowa nie jest innowacyjna, nawiązuje do znanych od stuleci rosyjskich zasad sztuki wojennej, a jedyny wyjątek stanowią metody wynikające z zastosowania nowej technologii. Nagłośnienie koncepcji przez rosyjskie, a następnie zachodnie media interpretował jako możliwą chęć demonstracji krajom zachodnim posiadania przez Rosję nowej strategii, nieznanej w innych państwach. Podobnego zdania był Jacek Meissner z Wojskowej Akademii Technicznej, który stał na stanowisku, że łączenie metod wojskowych i niewojskowych jest znane od dawna, a Rosja nie różni się pod tym względem od innych krajów. W jego opinii: „Gierasimow niewątpliwe przedstawił wizję nowoczesnego konfliktu, ale przypisywanie temu zjawisku unikalności oraz przesadnego sprawstwa może poniekąd służyć wsparciu rosyjskiej narracji”.

## Oficjalna doktryna wojenna Rosji
Oficjalna doktryna wojenna Federacji Rosyjskiej (ros. Военная доктрина Российской Федерации) ma charakter jawny, opisuje ogólne zasady działania sił zbrojnych, ogłaszana jest cyklicznie i zatwierdzana dekretem prezydenta. Publikacja Gierasimowa nie miała na nią wpływu. 25 grudnia 2014 r. Putin zatwierdził dekretem nową doktrynę wojenną Federacji Rosyjskiej, która w istocie rzeczy nie odbiegała od zatwierdzonej cztery lata wcześniej.